# IC 1557
IC 1557 ist eine linsenförmige Galaxie vom Hubble-Typ SB0-a im Sternbild Walfisch am Südsternhimmel. Sie ist rund 275 Millionen Lichtjahre von der Milchstraße entfernt.
Entdeckt wurde das Objekt am 6. November 1899 von Herbert Howe.